# 圣城医院
圣城医院（阿拉伯语：‎）是巴勒斯坦國加沙地带特拉哈瓦的一所医院，建於2001年，隸屬於巴勒斯坦红新月会。
2009年，医院在加沙戰爭中被以色列军队损坏。在法国和卡塔尔的支持下，医院得到重建。
2023年，醫院在以色列與哈馬斯的戰爭中再次受損。2023年11月12日，巴勒斯坦紅新月會稱該院「因電力及燃料耗盡而暫停運作」。